# Abner (Computer)
Abner (Eigenschreibweise: ABNER) war ein Supercomputer, der in den Jahren 1957 bis 1960 von der National Security Agency (NSA) der Vereinigten Staaten für kryptanalytische Zwecke eingesetzt wurde. Als Namenspatron diente Abner, ein Heerführer König Sauls aus dem Alten Testament.

## Geschichte
Mitte des Jahres 1948 gab es eine enge Zusammenarbeit der amerikanischen Army Security Agency (ASA) mit dem National Bureau of Standards (NBS). Basierend auf den während des Zweiten Weltkriegs gesammelten Erfahrungen mit ENIAC, dem ersten elektronischen turingmächtigen Universalrechner, bestand der Anspruch, einen eigenen Elektronenrechner für kryptanalytische Aufgaben zu entwickeln. Dies war Aufgabe der Forschungs- und Entwicklungsabteilung der ASA mit Sitz in Arlington Hall. Wesentliche Beiträge leistete Samuel S. Snyder (1911–2007) unter der Leitung von Solomon Kullback (1907–1994). Beide hatten sich bereits während des Krieges als sehr erfolgreiche Kryptoanalytiker erwiesen, wobei Kullback sogar als einer der wenigen Ausländer eine Zeit lang in Bletchley Park (B.P.) mitgearbeitet hatte, der damals hochgeheimen Zentrale der britischen Codebreaker.

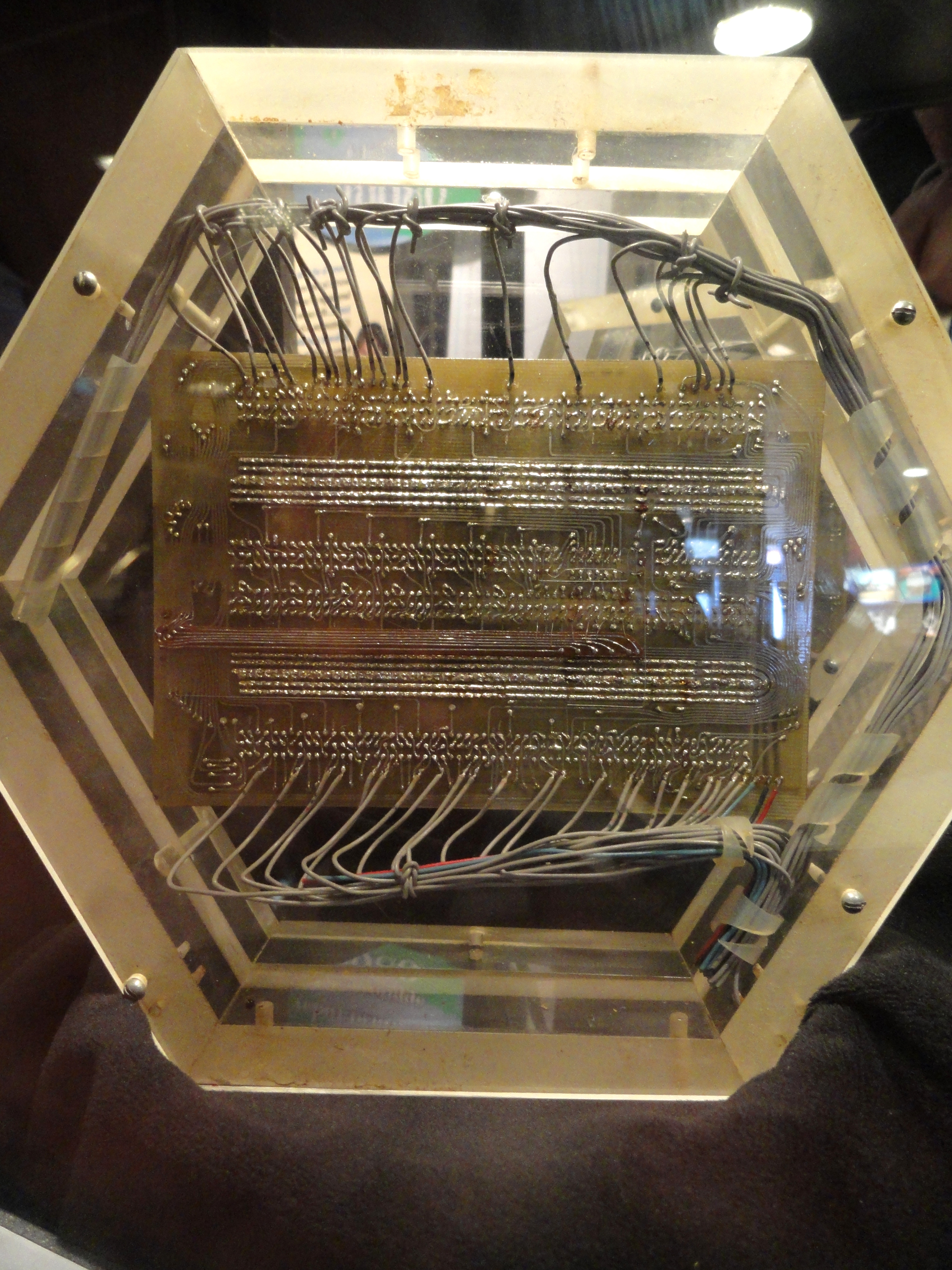
Leiterplatte, die vermutlich von Abner stammt, und die heute im National Cryptologic Museum ausgestellt ist (2013).

Im August 1948 vereinbarten ASA und NBS, dass das NBS ein Konzept für einen neuen Computer, genannt Abner, entwerfen sollte, der als innovative Komponenten unter anderem eine Quecksilber-Verzögerungsleitung und ein Magnetbandlaufwerk zur Datenspeicherung enthalten sollte, der anschließend von der ASA gebaut werden sollte. Ein zweites Exemplar sollte das NBS für eigene Zwecke erstellen. Unmittelbar darauf begann ein intensiver Gedankenaustausch und eine  Zusammenarbeit zwischen den Forschern und Entwicklern der beiden Institutionen. Jedoch im Juli 1949 kündigte das NBS die Partnerschaft auf und beschloss, eine unabhängige Eigenentwicklung durchzuführen. Daraus entstand der Standards Electronic Automatic Computer (SEAC), der 1950 in Betrieb genommen werden konnte.
Die ASA beschloss, nun Abner unabhängig vom NBS zu vollenden. Die eigenen Ingenieure und Programmierer erkannten, dass für kryptanalytische Zwecke besondere Instruktionen erforderlich oder zumindest sehr hilfreich waren, die im ursprünglichen Entwurf des NBS nicht vorgesehen waren. Die schwierigen Modifikationen und Ergänzungen konnten bis September 1951 durchgeführt werden. Das fertige Gerät, genannt Abner I, enthielt 1500 Elektronenröhren und 25.000 Dioden. Sofort begannen intensive Tests und basierend auf den dabei gesammelten Erfahrungen wurde der zweite Abner entwickelt, der im Juni 1955 betriebsbereit war. Dieses Gerät wurde zwei Jahre später, im Jahr 1957, in die Räumlichkeiten der NSA nach Fort Meade (Maryland) gebracht und wurde dort bis 1960 genutzt.
Abner Serial 1 kostete etwa 600.000 $. Für Abner Serial 2 mussten weitere rund 750.000 $ aufgewendet werden.